# Zimmer Ferenc (országgyűlési képviselő)
Zimmer Ferenc Emil (Budapest, 1891. július 13. – Debrecen, 1953. szeptember 4.) magyar részvénytársasági igazgató, országgyűlési képviselő.

## Élete
Zimmer Ferenc (1867 k. – Budapest, 1949. március 22.) halászmester és Fanda Emília római katolikus szülők fiaként született. Felmenőinek egy része a 17. század végén Németországból vándorolt be Magyarországra, egyik dédanyja viszont régi magyar családból származott. A fővárosi kegyesrendi főgimnázium négy osztályát és a Kereskedelmi Akadémia két osztályát végezte el, illetve fél évig hallgatója volt a berni exportakadémiának is.
Az első világháborúban mint a 24. tábori vadászzászlóalj tartalékos főhadnagya, 37 hónapon át teljesített frontszolgálatot és sok ütközetben vett részt. Katonai érdemeiért elnyerte az ezüst és bronz Signum Laudist, a kis ezüst és bronz vitézségi érmet és a Károly-csapatkeresztet.
A kommün ideje alatt és azt követően ellenforradalmi mozgalmakban vett részt, egyik alapítója volt az Ébredő Magyarok Egyesületének. Tagja volt a Tudományos Fajvédő Egyesületnek, elnöke a Csaba Kulturális, Társadalmi és Sportegyesületnek.
1928. június 3-án Móron házasságot kötött Petrásch Hedviggel.
Az 1939. évi általános választásokon országgyűlési képviselőnek is megválasztották, mandátumát a Nyilaskeresztes Párt fővárosi listájáról szerezte meg. Nem sokkal a parlamenti ciklus kezdetét követően kilépett a pártból, képviselőházi tagságát azonban pártonkívüliként is megőrizte.
A második világháborút követően háborús és népellenes bűntett vádjával – mint részvénytársasági igazgatót – perbe fogták; egy 1951-es adat szerint abban az évben ezen eljárásban kiszabott szabadságvesztését töltötte.
Debrecenben, 1953. szeptember 4-én hunyt el.